# Bocoio
Bocoio è una municipalità dell'Angola appartenente alla provincia di Benguela. Ha 60.878 abitanti (stima del 2006) ed una superficie di 5.612 km².
Il principale comune è l'omonimo Bocoio.